# Polymera (Polymera) ominosa
Polymera (Polymera) ominosa is een tweevleugelige uit de familie steltmuggen (Limoniidae). De soort komt voor in het Neotropisch gebied.